# Aporia lhamo
Aporia lhamo är en fjärilsart som först beskrevs av Charles Oberthür 1893.  Aporia lhamo ingår i släktet Aporia och familjen vitfjärilar. Inga underarter finns listade i Catalogue of Life.